# Cullerlie

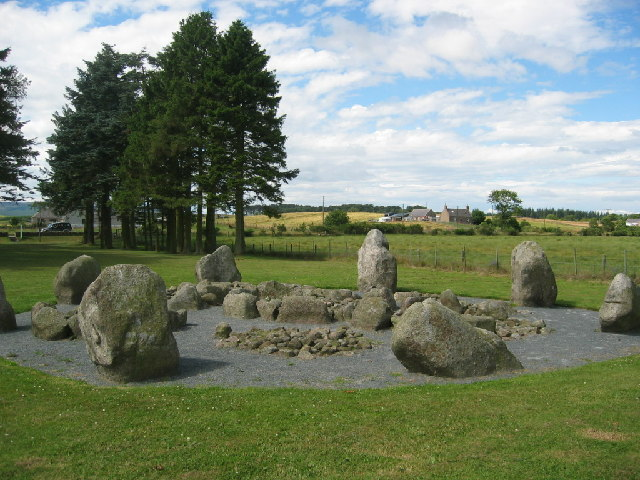
Cullerlie

Cullerlie (auch Druidical Circle at Leuchar) ist ein Steinkreis bei Echt in der Region Grampian. Er liegt südwestlich von Westhill in Aberdeenshire in Schottland.

## Beschreibung

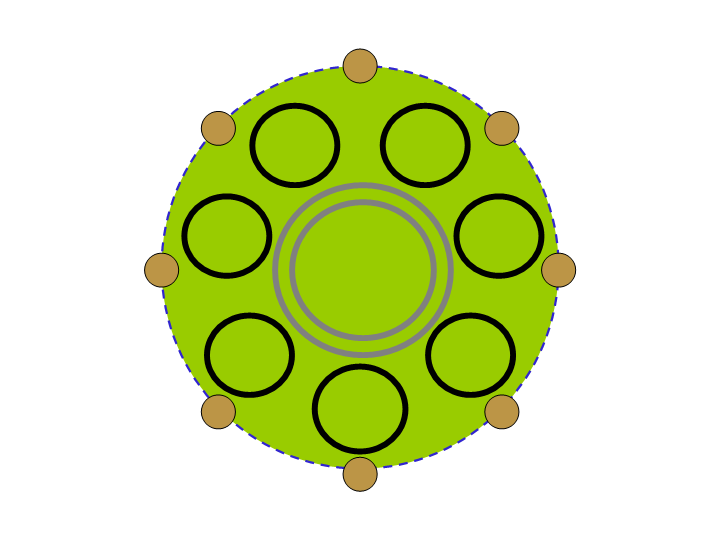
Cullerlie, Grundriss

Der Kreis wurde auf einer Kieszunge errichtet, die zur Bauzeit als niedriger Rücken in das umgebende Sumpfgebiet (Leuchar Moss) hineinragte.
Der Steinkreis besteht aus acht unregelmäßig hohen Menhiren aus rotem Granit, deren höchster im Norden steht. Die Steine des Kreises mussten aus einiger Entfernung heran transportiert werden. Acht kleine Steinhügel liegen dicht gedrängt innerhalb des Steinkreises von etwa 10,2 m Durchmesser.

## Grabungen
Eine Ausgrabung erfolgte 1934 unter Leitung von Kilbridie-Jones. Er bezeichnet die Struktur als einzigartig. Er konnte nachweisen, dass die Basis der Monolithen einem Feuer ausgesetzt gewesen waren, nachdem sie aufgestellt wurden.
Die Ausgrabung von 1934 zeigte, dass der Außenkreis zuerst errichtet wurde. Der Boden innerhalb des Kreises wurde ausgefeuert, indem Weidenruten verbrannt wurden. Der größte, von einer Doppelreihe mittelgroßer Randsteine gefasste Steinhügel hat 3,4 m Durchmesser und wurde im Zentrum des Kreises errichtet. Die anderen sieben wurden ringartig darum gebaut. Sechs von ihnen sind mit einer einfachen Reihe aus elf Randsteinen gefasst. Der siebte hat nur neun Randsteine, die jedoch, da die Kreise gleiche Durchmesser haben, größer sind. In fünf Steinhügeln wurden Holzkohle, Leichenbrand, Artefakte aus Feuerstein („three small pieces of worked flint“) und eine undatierbare Scherbe gefunden. Es ist daher unbekannt, ob die Belegung der Cairns sukzessiv oder gleichzeitig erfolgte.

## Umfeld
Die anderen Steinkreise in der Region sind fast ausnahmslos vom Typ Recumbent Stone Circle (RSC). Von dieser Gruppe von Monumenten unterscheidet sich Cullerlie durch das Fehlen des liegenden Steines und die Tatsache, dass sich der größte Stein im Norden und nicht im Südwesten befindet.